# Andrine Savelli
Andrine Savelli, artiestennaam van Alexandrina Johanna Walravina Gleenewinkel Kamperdijk (Padang, 10 november 1878 – Heemstede (Noord-Holland), rond 1 oktober 1964) was een Nederlands sopraan annex coloratuursopraan.
Ze was dochter van militair (in 1878 luitenant) te Nederlands-Indië Jacobus Gleenewinkel Kamperdijk en Wilhelmina Constantia Laurentia Storm van ’s Gravesande. Ze was zuster van amateurvoetballer Karel Gleenewinkel Kamperdijk, wiens vrouw Anna Mathilde Louize (Toetie) van Gorkum enige tijd violiste te Den Haag was. 
Haar opleiding genoot zij aan het Haags Conservatorium met een tweejarige vervolgstudie in Berlijn bij Marie Sablairolles (mevr. Caisso, dochter van Suzanna  Sablairolles). Vanaf 1900 kreeg ze nog les van Willem Mengelberg. Vermoedelijk heeft ze in haar Haagse periode ook les gehad van André Spoor. Haar eerst bekende optreden vond plaats in maart 1903 in het Gebouw voor Kunsten en Wetenschappen in Den Haag; ze gebruikte toen nog haar eigen naam; de koninklijke familie (Wilhelmina der Nederlanden en gevolg) was daarbij aanwezig.  Ze sloot zich in 1906 aan bij de Franse Opera in Den Haag, maar stapte een jaar later over naar de Italiaanse Opera al waar ze zong als chanteuse légère.
De Theaterencyclopedie laat in de periode 1905 tot 1916 een negental rollen zien. Af en toe trad ze in haar beginperiode (vanaf 1905) als concertzangeres op; zo ook in de matinee op 1 augustus 1905 in een Spectacle-Varié in het Kurhaus onder leiding van August Scharrer.  In 1906 in Hilversum (De Vereeniging) onder leiding van Johan Schoonderbeek. Op 20 april 1908 was ze solist in Ophélie’s waanzinaria uit Hamlet van Ambroise Thomas begeleid door het Concertgebouworkest onder leiding van Martin Heuckeroth. Echter ook na genoemde periode heeft zij gezongen. In mei 1922 zong ze zowel in Les Huguenots en Il Trovatore in Theater Carré en stond ze op 3 februari 1924 aldaar in een uitvoering van Carmen van Georges Bizet gegeven door de "NV De Opera" van Chris Vos en Désiré Pauwels. Haar naam duikt voor het laatst op in 1929 in de Nederlandse pers wanneer zij meezingt tijdens de viering van het 25-jarig jubileum van zanger Anton Dirks in het Concertgebouw. Een hele ris bekenden waaronder Jo Immink, Hélène Cals en Herman Leijdensdorff kwam naar die zaal om te musiceren met het AVRO-orkest onder leiding van Nico Treep. Even later was ze in Alkmaar te horen. Ze was in die jaren ook wel te horen op de VARA-Radio.
Zij was sinds 1921 getrouwd met zanger en inrichter van tentoonstellingen en directeur van Centraal Filmbeheer, Eucherie Tosi Facino, die in november 1945 in de Amsterdamse Jekerstraat 92 overleed. Het echtpaar woonde in de jaren twintig een langere periode in Brussel. In 1952 woonde mevrouw Gleenewinkel Kamperdijk te Zandvoort; in 1960 aan de Ampèrelaan 10 te Haarlem.